# Lia Rodrigues
Pour les articles homonymes, voir Rodrigues.
Lia Rodrigues, née le 30 avril 1956 à Brésil, est une chorégraphe et directrice de compagnie de danse brésilienne. Elle dirige une école et un centre d'art dans la favela de Maré, à Rio de Janeiro.  

## Biographie
Lia Rodrigues est la fille d'un journaliste. Dans les années 1980, elle crée le Grupo Andança et décide de partir pour l’Europe. Elle rencontre Maguy Marin et intègre le ballet-théâtre de l’Arche. Elle est l'une des interprètes de May B, en 1981. 
À son retour, en 1990, elle crée la compagnie Lia Rodrigues Companhia de danças qui a pour objectif de créer du lien social entre les habitants des favelas et les populations plus aisées de la ville. La compagnie s'installe en 2004 dans la favela de Mare, un bidonville de 130 000 habitants. En 2009, avec l'aide de l'association REDES, le Centro de Artes da Maré ouvre au public. L'objectif du centre est la diffusion, la création et la formation artistique. En janvier 2017, elle s'est fait entendre lors du Festival Montpellier Danse où elle a dénoncé « un gouvernement illégitime » aux commandes du Brésil depuis que Dilma Rousseff a été écartée du pouvoir, en mai dernier. Plus généralement, elle se réclame d'une danse militante.

## Œuvres

### Pororoca
Le titre de ce spectacle vient du terme 'Poroc Poroc' qui signifie 'rugissement' dans la langue des indigènes brésiliens tupis. Il s'agit d'une pièce pour 11 danseurs réalisée en 2009 à l'occasion d'une permanence artistique lors de l'Année de la France au Brésil.

### Para que o céu nao caia
Pour que le ciel ne tombe pas en français, le spectacle est décrit par la chorégraphe comme une «rencontre avec la différence», inspirée par la pensée du peuple indigène Yanomami. Le 20 février 2017, Rosita Boisseau dans un article du Monde évoque le spectacle : « on a partagé l’espace avec les danseurs de Para que o céu nao caia, chorégraphié par Lia Rodrigues, et plongé notre regard dans le leur jusqu’à plus soif ; on a tripoté l’oreille de son voisin tout en se faisant malaxer la sienne par sa voisine ». 

### Chantier poétique
Le principe de ce spectacle repose sur l'abattement des murs d'un chantier, afin de rendre le travail en cours de formation aux piétons, devenus public par ce même biais. 

## Distinctions
- Prix du syndicat de la critique 2021 : Prix de la personnalité chorégraphique de l'année